# Palpita masuii
Palpita masuii là một loài bướm đêm trong họ Crambidae.